# František Klubal
František Klubal (též německy Franz Klubal, 26. prosince 1865 Praha-Nové Město – 20. dubna 1921 Praha) byl český podnikatel, karosář a motorista, majitel výrobního závodu na kočáry a povozy František Klubal na Václavském náměstí. Sám se roku 1898 stal patrně vlastníkem a řidičem prvního osobního automobilu v Praze, a posléze také předsedou Pražského klubu automobilistů.

## Život

### Mládí
Narodil se v Praze jako jediný syn do rodiny výrobce kočárů Petra (Petera) Klubala (1837–1905) a jeho ženy Josefy, rozené Matějkové. Jeho otec, pocházel z Batelova na Vysočině, v dětském věku osiřel, během svých studií se přátelil s Karlem Havlíčkem Borovským. Posléze se přestěhoval do Prahy, kde na Václavském náměstí č. 802/60 na Novém Městě zřídil úspěšnou výrobní dílnu na kočáry a povozy, která roku 1879 získala status c. a k. dvorního dodavatele. Firma byla oceněna též na Zemské jubilejní výstavě roku 1891. Působil také jako předseda spolku stavitelů kočárů. Firmu okolo roku 1896 předal předal Petr Klubal svému synovi. František se 21. listopadu 1896 se ve Slapech oženil s Boženou Záhorskou a založili spolu rodinu.

### Motorismus
Klubal se s vynálezem automobilu stal nadšeným motoristou a propagátorem tohoto nového sportovního odvětví prudce se rozvíjejícího od 90. let 19. století. Podnikání mu navíc zajistilo potřebné finanční zázemí. Roku 1898 zakoupil automobil značky Benz, se kterým provedl několik jízd po Praze. Tuto jízdu zachytil mj. pražský fotograf Rudolf Bruner-Dvořák. Stal se tak jedním z vůbec prvních majitelů osobního automobilu v Čechách, a pravděpodobně prvním vlastníkem auta v Praze.
Po roce 1900 byl provoz závodu zařízen také na prodej, opravu a údržbu automobilů, v pozdějších letech zde byly vyráběny rovněž zakázkové automobilové karoserie. Není jasné, jestli byl v Klubalově závodu nějaký automobil kompletně vyroben. K prodeji zde byly nové i ojeté osobní či nákladní vozy značek zejména německé či francouzské výroby: Mercedes, Maurer Union či domácí Laurin & Klement z Mladé Boleslavi. K dostání zde byly také modely motorových člunů a vozů, ale také například pneumatiky, autodíly nebo pohonné hmoty. Firma se účastnila autosalonu na Žofíně roku 1904 a v témže roce také hospodářské výstavy v Průmyslovém paláci v Holešovicích. Klubal se rovněž stal předsedou Pražského klubu automobilistů.

### Úmrtí
František Klubal zemřel 20. dubna 1921 v Praze ve věku 55 let. Pohřben byl v rodinné hrobce na Olšanských hřbitovech.

### Rodinný život
František Klubal se ve Slapech 21. listopadu 1896 oženil s Boženou, rozenou Záhorskou (1871–???). Měli spolu celkem tři děti: Františka mladšího, Taťánu a Petra (zemřel v dětství).